# Phenacodes epipaschiodes
Phenacodes epipaschiodes is een vlinder uit de familie van de grasmotten (Crambidae), uit de onderfamilie van de Glaphyriinae. De wetenschappelijke naam van deze soort is voor het eerst voorgesteld als Lygropia epipaschiodes door George Francis Hampson in een publicatie uit 1912. De spanwijdte van het mannetje bedraagt 22 millimeter en van het vrouwtje 28 millimeter.
Deze soort komt voor in Indonesië (West-Papoea).